# Petalium knulli
Petalium knulli är en skalbaggsart som beskrevs av Ford 1973. Petalium knulli ingår i släktet Petalium och familjen trägnagare. Inga underarter finns listade i Catalogue of Life.